# Duas Sessões
Lianghui (chinês tradicional: 兩會, chinês simplificado: 两会, pinyin: Liǎnghuì, Wade–Giles: Liang3 Hui4, lit. ‘duas reuniões’) é uma abreviação comum do mandarim que se refere a um par de organizações que têm relações próximas. 
No governo chinês, o termo refere-se às sessões plenárias anuais do Congresso Nacional do Povo ou dos congressos locais e dos comitês nacionais ou locais da Conferência Consultiva Política do Povo Chinês. O termo também é usado também pelas igrejas protestante e católica oficialmente sancionadas na China e tem sido usado por alguns para evitar a censura da Internet na República Popular da China.

## Usos do governo

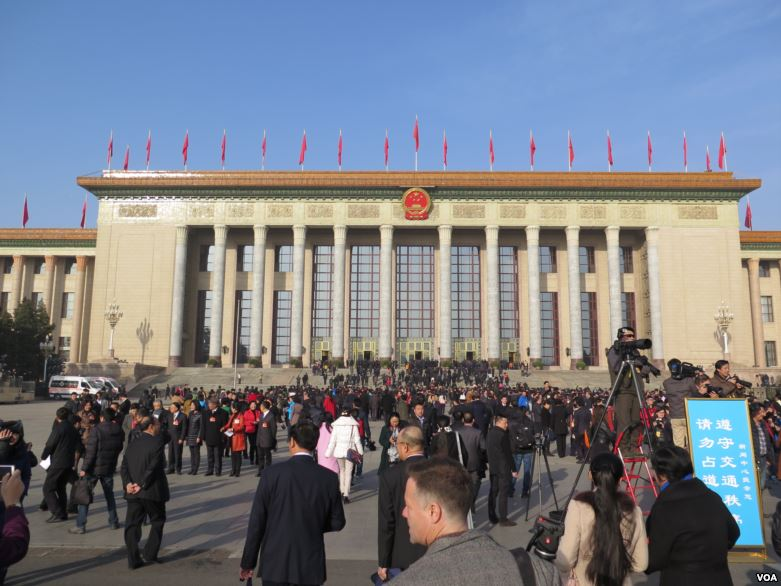
As duas sessões plenárias nacionais do governo chinês são realizadas no Grande Salão do Povo, em Pequim.

Quando se refere à política da República Popular da China, o "lianghui nacional" (chinês: 全国两会) refere-se às sessões plenárias anuais das duas organizações que tomam as decisões políticas em nível nacional: o Congresso Nacional do Povo e o Comitê Nacional da Conferência Consultiva Política do Povo Chinês. 
Um uso político menos comum do lianghui está relacionado à abreviação da Fundação de Intercâmbios do Estreito da República da China, em Taipei, e a Associação para Relações Através do Estreito de Taiwan, em Pequim. 

## Usos da Internet
Durante os protestos pró-democracia de 2011, a palavra lianghui tornou-se uma forma de evitar a censura na Internet. Quando os censores da China tentaram limitar as notícias da Primavera Árabe, desativando as pesquisas na Internet por palavras chinesas como "Egito", "Tunísia" e "jasmim", os organizadores do protesto pediram que blogueiros e ativistas chamassem os protestos de "lianghui". Se o governo censurasse o termo, efetivamente bloquearia as notícias da Internet sobre as reuniões governamentais do Congresso Nacional do Povo e da Conferência Consultiva Política do Povo Chinês. 